# Escape, 21 jours pour disparaître
Vous pouvez aider à l'améliorer ou bien discuter des problèmes sur sa page de discussion.
- Il ne cite pas suffisamment ses sources. Vous pouvez indiquer les passages à sourcer avec {{référence nécessaire}} ou {{Référence souhaitée}}, et inclure les références utiles en les liant aux notes de bas de page. (Marqué depuis novembre 2019)
- Certaines informations devraient être mieux reliées aux sources mentionnées dans la bibliographie ou les liens externes. Améliorez sa vérifiabilité en les associant par des références. (Marqué depuis novembre 2022)
- Sa typographie ne respecte pas les conventions de Wikipédia. Vous pouvez solliciter de l’aide de l’Atelier typographique. (Marqué depuis novembre 2022)
- Il est orphelin : moins de trois articles lui sont liés. Aidez à ajouter des liens en plaçant le code [[Escape, 21 jours pour disparaître]] dans les articles relatifs au sujet. (Marqué depuis juin 2025)

- Archive Wikiwix
- Bing
- Cairn
- DuckDuckGo
- E. Universalis
- Gallica
- Google
- G. Books
- G. News
- G. Scholar
- Persée
- Qwant
- (zh) Baidu
- (ru) Yandex
- (wd) trouver des œuvres sur Wikidata

Escape, 21 jours pour disparaître est un jeu télévisé diffusé sur RMC Découverte en hebdomadaire, et depuis 2019, sur RMC Story en hebdomadaire en première partie de soirée. Le programme est produit par la société de production EndemolShine France. L'émission est principalement présentée en voix-off par Jean-Marc Lancelot.
Escape, 21 jours pour disparaître est une adaptation du jeu britannique Hunted, dans laquelle 6 binômes de candidats se mettent dans la peau de fugitifs et vont devoir disparaître des écrans radar pendant 21 jours. 
Pour cela, les binômes peuvent se faire aider par toute personne, qu'elle soit proche ou inconnue, utiliser tous les moyens de transport, et disposent d'un budget global limité à 400 euros sur un compte dédié, avec un retrait maximum de 50 euros tous les deux jours. À leurs trousses, un QG d'experts composé d'enquêteurs et d'agents de terrain experts dans leur domaine : anciens membres du RAID, de la PJ, de la gendarmerie, détectives privés, cyber-experts ou encore psycho-criminologues. Cette simulation de chasse à l'homme se déroule potentiellement sur l'ensemble du territoire métropolitain français.

## Le Quartier Général
Le Quartier Général, localisé au centre de Paris, est composé de :
- Christophe Caupenne, commandant et ancien négociateur du RAID (saisons 1&2) ;
- Stéphane Berthomet, commandant adjoint et analyste judiciaire (saisons 1&2) ;
- Fabrice Brault, coordinateur des équipes de terrains et détective privé (saisons 1&2) ;
- Henry De La Martinière, expert informatique (saisons 1&2) ;
- Myriam, élève ingénieure en cybersécurité (saison 1) ;
- Maxence Gilliot, ingénieur diplômé en cybersécurité (saison 1) ;
- Audrey Le Merer, psycho-criminologue (saisons 1&2) ;
- Sonya Lwu, criminologue (saisons 2).

Ils sont épaulés par des enquêteurs de terrain qui sont :
- Jean-Louis Mayer, ancien membre du RAID (saisons 1&2) ;
- Damien Lecouvey, ancien militaire/instructeur en survie (saisons 1&2) ;
- Filipe Moreira, ancien Officier De Police Judiciaire aux Affaires Criminelles (saison 2) ;
- Claire Barret, ancien gendarme (saison 2) ;
- Chris O'Blanc, ancien commando parachutiste spécialiste de l'exfiltration (saison 2) ;
- Sabrina Zaïr Bouloudnine et Aurélie Nirina, anciennes militaires (saison 1) ;
- Laurène Lelu, Détective privée (saison 1).

### Fugitifs interpellés par enquêteur et par saison
| Enqueteur         | 1                                                        | 2                                                               | 3 |
| ----------------- | -------------------------------------------------------- | --------------------------------------------------------------- | - |
| Jean-Louis        | 1                                                        | 5 (1 avec Claire et 2 avec Damien)                              | - |
| Damien            | 7 (1 avec Laurène et 1 avec Laurène, Sabrina et Aurélie) | 7 (2 avec Claire et Filipe, 2 avec Jean-Louis et 2 avec Filipe) | - |
| Sabrina & Aurélie | 3 (1 avec Damien et Laurène)                             |                                                                 | - |
| Laurène           | 2 (1 avec Damien et 1 avec Damien, Sabrina et Aurélie)   |                                                                 | - |
| Filipe            |                                                          | 6 (2 avec Damien et Claire et 2 avec Damien)                    | - |
| Claire            |                                                          | 3 (2 avec Damien et Filipe et 1 avec Jean-Louis)                | - |
| Chris             |                                                          | 0                                                               | - |
| Exfiltré          | 1                                                        | 0                                                               | - |

## Saisons

### Saison 1 (2018)
L’émission est diffusée sur RMC Découverte.
Jean-Philippe gagne cette saison. Il est le seul de tous les fugitifs à être exfiltré par avion.
Les binômes de fugitifs sont : 
- Sylvie et Marjorie, "la mère et la fille" ;

- Sylvie et Marjorie sont interpellées au 14ème jour par Sabrina & Aurélie.
- Maxime B. et Maxime D., "les deux Maxime", propriétaires d'un Escape Game ;

- Maxime B. est interpellé au 7ème jour par Jean-Louis, 
- Maxime D. est interpellé au 19ème jour par Damien, Laurène, Sabrina & Aurélie.
- Irina et Yliona, "les sœurs" ;

- Yliona et Irina sont interpellées au 3ème jour par Damien.
- David, "le fugitif solo", détective privé ;

- David est interpellé au 10ème jour par Damien.
- Laurent et Jean-Philippe, "les pompiers" ;

- Laurent est interpellé au 15ème jour par Damien et Laurène,
- Jean-Philippe est exfiltré par avion au 21ème jour, il est le vainqueur de la première saison.
- Richard et Émeline, "le couple".

- Richard et Émeline sont interpellés au 21ème jour par Damien.
| Binômes                      | Jours | Jours | Jours | Jours | Jours | Jours | Jours | Jours | Jours | Jours | Jours | Jours | Jours | Jours | Jours | Jours | Jours | Jours | Jours | Jours | Jours    |
| Binômes                      | 1     | 2     | 3     | 4     | 5     | 6     | 7     | 8     | 9     | 10    | 11    | 12    | 13    | 14    | 15    | 16    | 17    | 18    | 19    | 20    | 21       |
| ---------------------------- | ----- | ----- | ----- | ----- | ----- | ----- | ----- | ----- | ----- | ----- | ----- | ----- | ----- | ----- | ----- | ----- | ----- | ----- | ----- | ----- | -------- |
| Jean-Philippe (sans Laurent) |       |       |       |       |       |       |       |       |       |       |       |       |       |       |       |       |       |       |       |       | Exfiltré |
| Richard & Émeline            |       |       |       |       |       |       |       |       |       |       |       |       |       |       |       |       |       |       |       |       | Fin      |
| Maxime D. (sans Maxime B.)   |       |       |       |       |       |       |       |       |       |       |       |       |       |       |       |       |       |       | Fin   |       |          |
| Laurent (sans Jean-Philippe) |       |       |       |       |       |       |       |       |       |       |       |       |       |       | Fin   |       |       |       |       |       |          |
| Sylvie & Marjorie            |       |       |       |       |       |       |       |       |       |       |       |       |       | Fin   |       |       |       |       |       |       |          |
| David                        |       |       |       |       |       |       |       |       |       | Fin   |       |       |       |       |       |       |       |       |       |       |          |
| Maxime B. (sans Maxime D.)   |       |       |       |       |       |       | Fin   |       |       |       |       |       |       |       |       |       |       |       |       |       |          |
| Yliona & Irina               |       |       | Fin   |       |       |       |       |       |       |       |       |       |       |       |       |       |       |       |       |       |          |

### Saison 2 (2019)
L'émission revient pour une deuxième saison, mais change de chaîne pour être diffusée sur RMC Story.
Le lieu d'exfiltration est le Fort de Cormeilles.
Aucun binôme n'a réussi à rentrer dans l'hélicoptère pour s'exfiltrer.
Le QG gagne ainsi cette deuxième saison.
Les binômes de fugitifs sont : 
- Sabrina & Aurélie, les anciennes enquêtrices du QG et militaires 
 Interpellées par Damien, Claire et Filipe au onzième jour à 11h36.
- Mathieu & Maïté, les cascadeurs
Ils sont interpellés par Jean-Louis au 6ème jour à la suite d'une blessure à l'épaule lors d'une course poursuite à Couleuvre (03).
  Maïté interpellée par Jean-Louis et Claire au pied de l'hélicoptère 2 minutes avant l'exfiltration.
- Yacim & Thomas, les Youtubeurs 
 Interpellés par Damien et Jean-Louis à la gare de Marseille Saint-Charles au 4ème jour
- David & Cédric, les frères 
 Interpellés par Filipe et Damien au 15eme jour sur une route de campagne près d'Auxerre.
- Victor & Sky, l'expert en survie et son chien 
 Sky a été attrapée autour du fort par Damien une heure avant l'exfiltration 
 Victor est interpellé par Jean-Louis 21 minutes avant l'exfiltration.
- Aminata & Isabelle, les copines 
 Interpellés par Filipe dans une chambre d'hôtel au 8eme jour à 22h54.

| Binômes              | Jours | Jours | Jours | Jours | Jours | Jours | Jours | Jours | Jours | Jours | Jours | Jours | Jours | Jours | Jours | Jours | Jours | Jours | Jours | Jours | Jours |
| Binômes              | 1     | 2     | 3     | 4     | 5     | 6     | 7     | 8     | 9     | 10    | 11    | 12    | 13    | 14    | 15    | 16    | 17    | 18    | 19    | 20    | 21    |
| -------------------- | ----- | ----- | ----- | ----- | ----- | ----- | ----- | ----- | ----- | ----- | ----- | ----- | ----- | ----- | ----- | ----- | ----- | ----- | ----- | ----- | ----- |
| Maité (sans Mathieu) |       |       |       |       |       |       |       |       |       |       |       |       |       |       |       |       |       |       |       |       | Fin   |
| Victor & Sky         |       |       |       |       |       |       |       |       |       |       |       |       |       |       |       |       |       |       |       |       | Fin   |
| David & Cédric       |       |       |       |       |       |       |       |       |       |       |       |       |       |       | Fin   |       |       |       |       |       |       |
| Sabrina & Aurélie    |       |       |       |       |       |       |       |       |       |       | Fin   |       |       |       |       |       |       |       |       |       |       |
| Aminata & Isabelle   |       |       |       |       |       |       |       | Fin   |       |       |       |       |       |       |       |       |       |       |       |       |       |
| Mathieu (sans Maïté) |       |       |       |       |       | Fin   |       |       |       |       |       |       |       |       |       |       |       |       |       |       |       |
| Yacim & Thomas       |       |       |       | Fin   |       |       |       |       |       |       |       |       |       |       |       |       |       |       |       |       |       |

## Audiences

### Saison 1
Non connu

### Saison 2
| N° | Date             | Telespectateur | PDM   |
| -- | ---------------- | -------------- | ----- |
| 1  | 14 novembre 2019 | 340 000        | 1.5 % |
| 2  | 21 novembre 2019 | 334 000        | 1.5 % |
| 3  | 28 novembre 2019 | 349 000        | 1.6 % |
| 4  | 5 décembre 2019  | 367 000        | 1.6 % |
| 5  | 12 décembre 2019 | 413 000        | 1.8 % |